# Victor Allenspach
Victor Allenspach (* 6. Oktober 1895 in Goldach; ab 1915 heimatberechtigt in Gottshaus, Muolen und Zürich; † 24. März 1987 in Thalwil) war ein Schweizer Tierarzt und Entomologe.

## Leben und Werk
Victor Allenspach war der Sohn von Franz Emil Allenspach und Maria Karolina geborene Edelman. Er studierte Veterinärmedizin an der Universität Zürich und absolvierte 1919 das Staatsexamen. Anschliessend war er praktisch tätig. Nachdem Allenspach 1926 Tierarzt im Schlachthof Zürich wurde, leitete er diesen von 1929 bis 1960 als Direktor. Zudem war er ab 1933 Bezirkstierarzt in Zürich. Verheiratet war er mit Margaritha, Tochter des Beda Bläsi.
Allenspach war Präsident der Gesellschaft Schweizerischer Tierärzte sowie Gründungsmitglied und Präsident der Tierärztlichen Vereinigung für Fleischhygiene. Er galt als international anerkannte Fachperson für die Führung öffentlicher Schlachthöfe, für Fleischuntersuchung und Tierseuchenbekämpfung.
Neben seiner beruflichen Tätigkeit engagierte sich Allenspach für Insektenkunde. Seine Studien zu den Käfern der Schweiz gelten als «wichtig». Zwischen 1970 und 1979 publizierte er drei Bände der Reihe Insecta Helvetica. Verschiedene Entomologische Gesellschaften ernannten ihn zum Ehrenmitglied.

## Schriften
- Beitrag zur Kenntnis der schweizerischen Ziegenzucht, speziell der Toggenburgerziege, und zugleich eine Untersuchung über den Schädelbau der hornlosen Ziegenrassen (Dissertation). Braunfels 1923.
- 50 Jahre Schlachthof der Stadt Zürich. Zürich 1959.
- Fritz Specht: Fachbuch für das Metzgereigewerbe (Mitarbeit). Ott, Zürich und Thun 1960.
- Coleoptera: Scarabaeidae, Lucanidae (Insecta Helvetica. Catalogus 2). Zürich 1970.
- Cerambycidae (Insecta Helvetica. Catalogus 3). Zürich 1973.
- mit Walter Wittmer: Cantharoidea, Cleroidea, Lymexylonoidea (Insecta Helvetica. Catalogus 4). Zürich 1979.

## Belege
1. 1 2 3  Luc Lienhard: Victor Allenspach. In: Historisches Lexikon der Schweiz.  4. Mai 2001.

| Personendaten    | Personendaten                     |
| ---------------- | --------------------------------- |
| NAME             | Allenspach, Victor                |
| ALTERNATIVNAMEN  | Allenspach, Viktor                |
| KURZBESCHREIBUNG | Schweizer Tierarzt und Entomologe |
| GEBURTSDATUM     | 6. Oktober 1895                   |
| GEBURTSORT       | Goldach, Schweiz                  |
| STERBEDATUM      | 24. März 1987                     |
| STERBEORT        | Thalwil, Schweiz                  |